# Jalal Talebi
Jalal Talebi (Teerã, 23 de março de 1942) é um ex-futebolista profissional iraniano, e treinador iraniano.